# Aleksandr Tjuprov
Aleksandr Aleksandrovitj Tjuprov (ryska: Александр Александрович Чупров), född 1874 i guvernementet Kaluga, död 1926, var en rysk statistiker.
Tjuprov blev filosofie doktor i Strassburg 1902, blev samma år professor i statistik vid Polytekniska institutet i Sankt Petersburg och 1911 ledamot av International Statistical Institute. Han författade åtskilliga framstående arbeten, i synnerhet i matematisk statistik, däribland Оtjerki po teorii statistiki (1909). I november 1918 höll han föreläsning vid Svenska Aktuarieföreningens sammanträde i Stockholm.  
Tjuprov gick senare i landsflykt och grundade 1923 tillsammans med andra ryska forskare "Ryska vetenskapsinstitutet" i Berlin för studiet av den ryska andliga och materiella kulturen. Han var korresponderande ledamot av ryska Vetenskapsakademien och av Royal Economic Society i London samt hedersledamot av Royal Statistical Society i London.